# Eupora
Eupora és una població dels Estats Units a l'estat de Mississipi. Segons el cens del 2000 tenia 2.326 habitants.

## Demografia
Segons el cens del 2000, Eupora tenia 2.326 habitants, 877 habitatges, i 590 famílies. La densitat de població era de 275,5 habitants per km².
Dels 877 habitatges en un 31,9% hi vivien nens de menys de 18 anys, en un 41,3% hi vivien parelles casades, en un 21,2% dones solteres, i en un 32,7% no eren unitats familiars. En el 30,4% dels habitatges hi vivien persones soles el 16,4% de les quals corresponia a persones de 65 anys o més que vivien soles. El nombre mitjà de persones vivint en cada habitatge era de 2,47 i el nombre mitjà de persones que vivien en cada família era de 3,08.
Per edats la població es repartia de la següent manera: un 26,1% tenia menys de 18 anys, un 9,3% entre 18 i 24, un 24,5% entre 25 i 44, un 18,1% de 45 a 60 i un 22,1% 65 anys o més.
L'edat mediana era de 38 anys. Per cada 100 dones de 18 o més anys hi havia 74,1 homes.
La renda mediana per habitatge era de 24.839 $ i la renda mediana per família de 37.950 $. Els homes tenien una renda mediana de 26.875 $ mentre que les dones 21.458 $. La renda per capita de la població era de 12.927 $. Entorn del 20,9% de les famílies i el 24% de la població estaven per davall del llindar de pobresa.

## Poblacions més properes
El següent diagrama mostra les poblacions més properes.